# Copris sabinus
Copris sabinus là một loài bọ cánh cứng trong họ Bọ hung (Scarabaeidae).